# Rana cretensis
Rana cretensis é uma espécie de anfíbio da família Ranidae.
É endémica de Grécia.
Os seus habitats naturais são: matagais mediterrânicos, rios, rios intermitentes, pântanos, lagos de água doce, lagos intermitentes de água doce, marismas de água doce, marismas intermitentes de água doce e plantações .
Está ameaçada por perda de habitat.